# Chartered
『chartered』（チャータード）は、日本の音楽ユニット・dosの1枚目のスタジオ・アルバム。1996年9月25日にORUMOK RECORDSから発売された。dosにとって最初で最後となる唯一のアルバムである。

## 音楽性
アルバムタイトルの意図は「dos専用の飛行機をチャーターする」「オリコンチャート上位に載っていよう」という二重の意味を込められてあり、それを小室哲哉から聞いたkabaは「もっと上に行かなきゃダメなんだ」とプレッシャーを感じた。CDジャケットにも飛行機の写真が使われており、ジャケットの裏側には「小室」を数字化した「566」の文字が入っている。
楽曲制作には前田たかひろや久保こーじに加えて、安室奈美恵『SWEET 19 BLUES』や内田有紀『EVER & EVER』でコラボレートしたm.c.A・T（富樫明生）や、小室作品のミキシングを多く担当しているキース・コーエン（Keith Cohen）が参加した。
taecoはdosのメンバーとしての活動以前から、色んなパターンの歌詞を書き溜めていた。その中から曲のイメージに合った歌詞を小室に選んでもらった。

## 録音
メンバーがどんな内容の曲を制作するのかはロサンゼルスについてから知らされた。レコーディングではロサンゼルスで複数のスタジオを同時に押さえ、その場で作詞したものを一つのスタジオで録音し、別のスタジオではコーラスの録音と、1週間という短期間で流れ作業で何曲も集中して創り上げていき、Asamiは「豪華な制作方法を経験した」と振り返っている。且つ小室が「ミキシングはシンプルに」「低音を上げて」等様々な指示を出しているのを見て、taecoは「オーディションで出会った3人が急にユニットを組んだというのに3人のリズムが合っているのは、私たちの考えを汲み取った上で環境を整備しているからなんだな」と考えていた。
歌入れの工程は「楽曲が出来上がると、taecoがすぐにボーカルの録音に入り、同時にasami・kabaがコーラスの録音に入り、その最中にtaecoが次の曲に入る」という集中力を使い切るほどの追いかけようだった。taecoは「どの楽曲も個性が強くて、曲調も雰囲気もバラバラ。さっきまでバラードを歌っていたのに、次はノリノリの曲を歌わなければいけなかったため、浸っている時間なんてなかった」と回想している。それでもわずかな食事の時間の間にメンバー3人が集まり、「どの様な歌い方で表現するか」を相談していた。

## 収録曲
| #         | タイトル                               | 作詞                   | 作曲                  | 編曲                  | 時間  |
| --------- | -------------------------------------- | ---------------------- | --------------------- | --------------------- | ----- |
| 1.        | 「CRAZY FOR YOU」                      | taeco                  | 小室哲哉, Keith Cohen | 小室哲哉, Keith Cohen | 4:49  |
| 2.        | 「Baby baby baby (PCH TASTE MIX)」     | 小室哲哉, 前田たかひろ | 小室哲哉              | 小室哲哉              | 5:15  |
| 3.        | 「close your eyes」                    | taeco                  | 小室哲哉              | 小室哲哉              | 4:22  |
| 4.        | 「Do Me Right」                        | 前田たかひろ           | 久保こーじ            | 小室哲哉, 久保こーじ  | 5:23  |
| 5.        | 「You Blow My Mind」                   | 富樫明生, 前田たかひろ | 富樫明生              | 富樫明生              | 4:01  |
| 6.        | 「more kiss (Doop Deep MIX)」          | 前田たかひろ           | 小室哲哉              | 小室哲哉              | 5:23  |
| 7.        | 「Spend da Night」                     | 富樫明生               | 富樫明生              | 富樫明生              | 4:52  |
| 8.        | 「friend」                             | taeco                  | 小室哲哉, Keith Cohen | 小室哲哉, Keith Cohen | 3:59  |
| 9.        | 「someone like YOU」                   | 前田たかひろ           | 久保こーじ            | 小室哲哉, 久保こーじ  | 4:21  |
| 10.       | 「GRID60」                             |                        | 小室哲哉              | 小室哲哉              | 2:42  |
| 11.       | 「close your eyes (MARIVE HOUSE MIX)」 | taeco                  | 小室哲哉              | 小室哲哉              | 5:25  |
| 合計時間: | 合計時間:                              | 合計時間:              | 合計時間:             | 合計時間:             | 50:32 |

## 楽曲解説
1. CRAZY FOR YOU
taecoは「エッチな感じの歌詞だから、真逆のさわやかなサウンドでよかった」と語っている[5]。
オケのレコーディング中に一度歌詞を直して、次の日に歌入れした[5]。
2. Baby baby baby (PCH TASTE MIX)
1stシングルのアルバムミックス。オリジナルより音が重い[5]。
3. close your eyes
後に3rdシングルとして別ミックスでリカット。
4. Do Me Right
派手でジャズのビッグバンドを思わせるアレンジにしている[5]。
kabaは英詞のコーラスを中心に担当している[5]。
5. You Blow My Mind
Asamiの初のメインボーカルを担当した曲である[5]。
小室の仮歌を聞きながら歌入れをしたが、asamiは「ボーカル向けのメロディがなかったため一番難しかった曲で、所々自分が歌いやすい様に変えてもらった」と振り返っている[1]。
コーラスパートの歌入れに関しては「元から用意されていたメロディにはまりたくない」というasamiの意向から、ブースに入って、聴いたものをすぐに自分で音を探して、好きに歌う感じで行った。後にasamiは「自分でも何をやっていたのかわからなかった」と振り返っている[1]。
スタジオに入ってから歌い方についての数々の注文を付けられながら、色々な歌い方を試した[1]。
6. more kiss (Doop Deep MIX)
2ndシングルのアルバムミックス。オリジナルより音が重く、雰囲気が妖しい[5]。
7. Spend da Night
Asamiは「悪ぶった大人のお姉さんキャラ」「弾んだメロディのボーカル」を担当し、taecoは「お嬢様ぶった妹分」「メロディ重視のボーカル」を担当し、サビは2人で取り掛かった。本楽曲のキャラクター像は「You Blow My Mind」でも反映されている[5]。
8. friend
「最近忙しくて会えないけど、すごく大切な昔の友達」をテーマにしている[1]。
9. someone like YOU
アルバム用の新曲で最初に出来上がった楽曲である[1]。
小室に誘われて、dosの海外レコーディングに参加した前田は「日本人は何しに海外に来ているのか?」という所から考えを掘り下げて行き、「買い物」という言葉からひらめいた「傷心兼ヤケ買い旅行をする女性」をテーマに歌詞を書いた。「失恋のケリの付け方は、次の恋を見つける以外では、楽しいことで騒いでごまかして、癒す時間の経過を体感するしかない。でも、気がついたら『まだ好きなんだ』という自分を再確認してしまった」という構成となった[6]。
10. GRID60
インストゥルメンタル。1996年9月21日に制作された[7]。
キーボードを前に小室とメンバー3人が談笑しながら制作された。メンバーの質問にも小室が丁寧に答えながら、音が積み重なっていき、数時間で完成した[7]。
kabaは「ロサンゼルスでしか表現できないテーマがわかった。小室さんが『ロサンゼルスと日本では音色一つにしても、何かが違うんだよ』と言ってたけど、どうしてこの曲の様にロサンゼルスで音を一つ一つ積み重ねていく形で曲を作って、レコーディングをするのかがわかってきた」と話している[7]。
11. close your eyes (MARIVE HOUSE MIX)
3曲目のリミックス。オリジナルよりテンポが速い[1]。

## クレジット

### レコーディングメンバー
- 松尾和博 : Guitar
- Jerry Hey : Trumpet, Horns Arrangement (#4)
- Gary Grant : Trumpet
- Bill Reichenbach : Trombone
- Dan Higgins : Sax, Flute
- Rafael Padilla : Percussion
- 山田正人 : Bass
- Eric Anest :  Keyboards
- George Black : Keyboards, Programming
- Jason Conners : Keyboards
- Sheila E : Chorus
- Lynn Mabry : Chorus
- Valerie Mayo : Chorus

### スタッフ
- Produced : 小室哲哉
- Mixed : Dave Way, Keith Cohen, Gary Wright
- Recorded : Eric Westfall, Keith Cohen,Gary Wright, 若公俊広, Steve Gallagher, Terri Wong, Leslie Ann Jones
- Mastered : Chris Bellman
- Synthesizer programming : 久保こーじ, Keith Cohen, Gary Wright, 村上章久, George Black
- Equipment operated : 松本零士
- Vocal & Chorus directed : 清水彰彦